# Ильясов, Борис Иванович
Бори́с Ива́нович Илья́сов (4 мая 1916, Петроград — 3 ноября 1994, Санкт-Петербург) — советский и российский актёр театра и кино, режиссёр и педагог. Заслуженный артист РСФСР (1969).

## Биография
Родился в Петрограде. Окончил Ленинградское центральное театральное училище в 1937 году. С сентября того же года проходил службу в Красной армии в качестве актёра Краснофлотского театра Северного флота в Полярном.
По окончании Великой Отечественной войны работал актёром в Ленинградском театре миниатюр (1946—1947), Театре Балтийского флота в Таллине (1947—1950), Ленинградском Большом драматическом театре имени Горького (1950—1951). В эти же годы начал сниматься в кино. В 1951—1959 годах работал также и как режиссёр в Ленинградском областном театре комедии. С 1959 по 1961 год — актёр Сахалинского областного драмтеатра имени А. П. Чехова. Актёр и режиссёр Русского драмтеатра Бурятской АССР в Улан-Удэ (1961—1963) и Хабаровский краевой театр драмы и комедии (1963—1968).
Одновременно с работой в Хабаровском театре драмы был педагогом актёрского отделения Хабаровского театрального училища. В 1968—1971 годах — преподаватель кафедры актёрского мастерства в Хабаровском государственном институте культуры.

## Фильмография
- 1951 — Белинский — крестьянин в кандалах (нет в титрах)
- 1955 — Овод — офицер (нет в титрах)
- 1955 — Следы на снегу — лётчик (нет в титрах)
- 1956 — Солдаты — Григорий Алексеевич Абросимов, капитан
- 1958 — Кочубей — эпизод
- 1963 — Каин XVIII — офицер
- 1964 — Гамлет — Марцелл
- 1985 — Третье поколение — эпизод
- 1991 — Папа, умер Дед Мороз — дедушка

## Награды и звания
- Медаль «За боевые заслуги» (21 мая 1942)[2]
- Медаль «За оборону Советского Заполярья»[3]
- Орден Красной Звезды (30 мая 1945)[4]
- Медаль «За победу над Германией в Великой Отечественной войне 1941—1945 гг.»[1]
- Заслуженный артист РСФСР (1969)
- Орден Отечественной войны II степени (23 декабря 1985)[5]